# آرچیبالد مونتگومری
آرچیبالد مونتگومری (انگلیسی: Archibald Montgomerie؛ ۱۸ مه ۱۷۲۶ – ۳۰ اکتبر ۱۷۹۶) نظامی و سیاستمدار اهل اسکاتلند بود.